# نيل أسبيري
نيل أسبيري (بالإنجليزية: Neal Asbury)‏ هو شخصية أعمال أمريكي، ولد في 5 فبراير 1957 في كولومبوس في الولايات المتحدة.